# Rafael Scapini de Almeida
Rafael Scapini de Almeida (Campinas, Brasil, 29 de junio de 1982) es un exfutbolista brasileño que jugaba en la posición de defensa.

## Trayectoria
El 22 de noviembre de 2021 se hizo oficial su renovación con el AC Oulu hasta el año 2022. Ese acabó siendo el último año de su carrera y en 2023 pasó al cuerpo técnico del filial.

## Estadísticas

### Clubes
Actualizado al último partido jugado el 19 de octubre de 2022.
| AC Oulu · Finlandia | 2.ª           | 2006          | 1   | 0  | -  | - | -  | - | 1   | 0  | 0.00 |
| AC Oulu · Finlandia | 1.ª           | 2007          | 22  | 1  | -  | - | -  | - | 22  | 1  | 0.05 |
| Tampere United · Finlandia | 1.ª           | 2008          | 22  | 1  | 1  | 0 | 4  | 0 | 27  | 1  | 0.04 |
| Tampere United · Finlandia | 1.ª           | 2009          | 25  | 7  | 13 | 6 | -  | - | 38  | 13 | 0.34 |
| Tampere United · Finlandia | Total         | Total         | 47  | 8  | 14 | 6 | 4  | 0 | 65  | 14 | 0.22 |
| HJK Helsinki · Finlandia | 1.ª           | 2010          | 24  | 1  | 4  | 0 | 6  | 0 | 34  | 1  | 0.03 |
| HJK Helsinki · Finlandia | 1.ª           | 2011          | 20  | 2  | 4  | 0 | 5  | 1 | 29  | 3  | 0.10 |
| K. A. A. Gante · Bélgica | 1.ª           | 2011-12       | 20  | 1  | 3  | 0 | -  | - | 23  | 1  | 0.04 |
| K. A. A. Gante · Bélgica | 1.ª           | 2012-13       | 24  | 0  | 4  | 0 | 1  | 0 | 29  | 0  | 0.00 |
| K. A. A. Gante · Bélgica | 1.ª           | 2013-14       | 21  | 0  | 4  | 0 | -  | - | 25  | 0  | 0.00 |
| K. A. A. Gante · Bélgica | 1.ª           | 2014-15       | 19  | 1  | 4  | 0 | -  | - | 23  | 1  | 0.04 |
| K. A. A. Gante · Bélgica | 1.ª           | 2015-16       | 17  | 0  | 4  | 0 | 6  | 0 | 27  | 0  | 0.00 |
| K. A. A. Gante · Bélgica | Total         | Total         | 101 | 2  | 19 | 0 | 7  | 0 | 127 | 2  | 0.02 |
| HJK Helsinki · Finlandia | 1.ª           | 2016          | 13  | 1  | 1  | 0 | -  | - | 14  | 1  | 0.07 |
| HJK Helsinki · Finlandia | 1.ª           | 2017          | 31  | 2  | 7  | 1 | 4  | 0 | 42  | 3  | 0.07 |
| HJK Helsinki · Finlandia | 1.ª           | 2018          | 24  | 1  | 6  | 1 | 6  | 0 | 36  | 2  | 0.06 |
| HJK Helsinki · Finlandia | 1.ª           | 2019          | 27  | 1  | 5  | 0 | 6  | 0 | 38  | 1  | 0.03 |
| HJK Helsinki · Finlandia | Total         | Total         | 139 | 8  | 27 | 2 | 27 | 1 | 193 | 11 | 0.06 |
| AC Oulu · Finlandia | 2.ª           | 2020          | 21  | 1  | 3  | 1 | -  | - | 24  | 2  | 0.08 |
| AC Oulu · Finlandia | 1.ª           | 2021          | 26  | 0  | 3  | 0 | -  | - | 29  | 0  | 0.00 |
| AC Oulu · Finlandia | 1.ª           | 2022          | 24  | 0  | 5  | 0 | -  | - | 29  | 0  | 0.00 |
| AC Oulu · Finlandia | Total         | Total         | 94  | 2  | 11 | 1 | 0  | 0 | 105 | 3  | 0.03 |
| Total carrera | Total carrera | Total carrera | 381 | 20 | 71 | 9 | 38 | 1 | 490 | 30 | 0.07 |
| (1) Incluye datos de Copa de la Liga de Finlandia, Copa de Finlandia, Copa de Bélgica y Supercopa de Bélgica. (2) Incluye datos de Liga de Campeones de la UEFA y Liga Europa de la UEFA. (3) No incluye goles en partidos amistosos. |               |               |     |    |    |   |    |   |     |    |      |

## Palmarés

### Títulos nacionales
| Título               | Club           | País      | Año  |
| -------------------- | -------------- | --------- | ---- |
| Veikkausliiga        | HJK Helsinki   | Finlandia | 2010 |
| Pro League           | K. A. A. Gante | Bélgica   | 2015 |
| Supercopa de Bélgica | K. A. A. Gante | Bélgica   | 2015 |
| Veikkauslliga        | HJK Helsinki   | Finlandia | 2017 |
| Copa de Finlandia    | HJK Helsinki   | Finlandia | 2017 |
| Veikkausliiga        | HJK Helsinki   | Finlandia | 2018 |